# Hypocrita glaucans
Hypocrita glaucans là một loài bướm đêm thuộc phân họ Arctiinae, họ Erebidae.